# ヴィッラフランカの休戦
ヴィッラフランカの休戦（伊: Armistizio di Villafranca）は、イタリア統一戦争に際して、サルデーニャ王国を支援していたフランスが、突如単独でオーストリア帝国と結んだ和約。

## 概要
イタリア統一戦争（第二次イタリア統一戦争）において、サルデーニャを当初支持していたフランスは、オーストリアとの講和を模索するようになった。1859年7月9日より、サルデーニャに対して通告することなく、オーストリアとの和約交渉に入っていた。7月11日、ヴィッラフランカ・ヴェロネーゼ (Villafranca Veronese)、現在のヴィッラフランカ・ディ・ヴェローナのガンディーニ＝ブーニャ＝ボッタジーシオ宮殿 (palazzo Gandini-Bugna-Bottagisio) で、ナポレオン3世（フランス）とフランツ・ヨーゼフ（オーストリア）により、一連の合意が成立した。その内容は以下のようなものである。
- ヴェーネト州はオーストリア領に留まる
- ロンバルディアはサルデーニャ王国に割譲
- トスカーナ、モデナにおいて亡命君主の復位

1859年11月、スイスのチューリヒにおいて正式な調印が行われた（チューリッヒ条約）。